# Hockey Club Grasshoppers
L'Hockey Club Grasshoppers (abbreviato HC Grasshoppers) è stata una squadra di hockey su ghiaccio svizzera, con sede a Zurigo.

## Cronologia
- 1922-1923: 1º livello